# Championnat du monde de badminton par équipes masculines 2014
Navigation
Wuhan 2012 Kunshan 2016
La 28e édition du championnat du monde de badminton par équipes masculines, appelé également Thomas Cup, a lieu du 18 au 25 mai 2014 à New Delhi en Inde.
La Chine se présente en tenante du titre ayant remporté l'épreuve 9 fois dont 5 consécutivement.
Les japonais créent la surprise en battant nettement 3 à 0 les favoris chinois en demi-finale et se qualifient ainsi pour leur 1re finale. De son côté, la Malaisie élimine l'Indonésie, tête de série no 1, au même stade de la compétition pour s'offrir une finale, qu'elle attend depuis 2002.

Lors de cette finale, le Japon bat la Malaisie sur le score de 3 à 2, avec 3 matches sur 5 joués en 3 sets.
Les Japonais remportent ainsi leur 1er titre chez les hommes, ayant en effet gagné à cinq reprises l'Uber Cup, le Championnat du monde par équipes féminines.
Pour sa 1re participation à la Thomas Cup, l'équipe de France réalise l'exploit de se qualifier pour les quarts de finale où elle s'incline face au Japon.

## Participants

### Critères de qualification

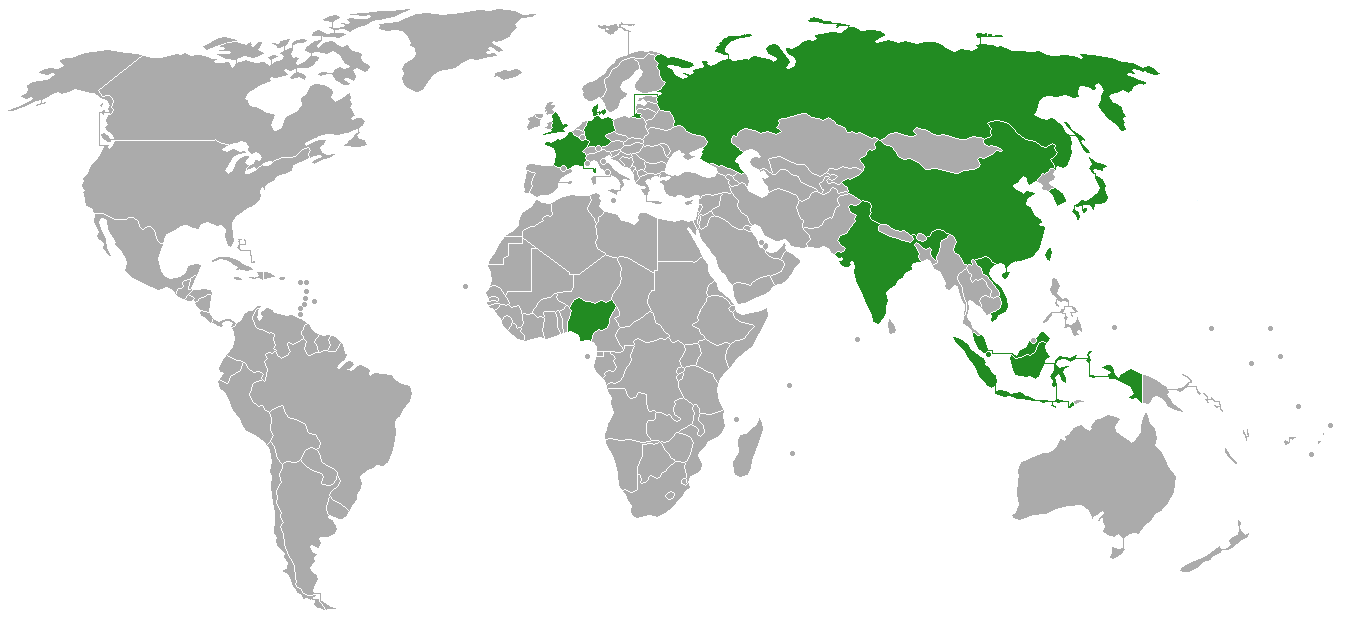
Nations participant à la Thomas Cup 2014.

Pour la première fois, il n'y a plus de qualifications continentales. 16 nations sont invitées à participer à la compétition : le tenant du titre et le pays hôte sont qualifiés d'office ainsi que les 14 meilleures équipes du classement mondial :
- l'équipe la mieux classée d'Afrique, d'Amérique et d'Océanie ;
- au moins trois équipes de l'Asie ;
- au moins trois équipes de l'Europe.

Pour déterminer ce classement mondial, on additionne les classements individuels des 3 meilleurs joueurs et des 2 meilleures paires de chaque nation, à la date du 6 mars 2014. 
Ce classement sert en outre à la désignation des têtes de série.

### Classement mondial au 6 mars 2014
| Place | Pays             | 1er SH | 1er SH              | 2e SH | 2e SH                    | 3e SH | 3e SH                   | 1er DH | 1er DH                                     | 2e DH | 2e DH                                      | Points  |
| Place | Pays             | Cl.    | Joueur              | Cl.   | Joueur                   | Cl.   | Joueur                  | Cl.    | Joueurs                                    | Cl.   | Joueurs                                    | Points  |
| ----- | ---------------- | ------ | ------------------- | ----- | ------------------------ | ----- | ----------------------- | ------ | ------------------------------------------ | ----- | ------------------------------------------ | ------- |
| 1     | Indonésie        | 3      | Tommy Sugiarto      | 14    | Sony Dwi Kuncoro         | 19    | Dionysius Hayom Rumbaka | 1      | Hendra Setiawan Mohammad Ahsan             | 9     | Angga Pratama Ryan Agung Saputra           | 294 796 |
| 2     | Chine            | 2      | Chen Long           | 7     | Du Pengyu                | 9     | Wang Zhengming          | 6      | Liu Xiaolong Qiu Zihan                     | 21    | Chai Biao Hong Wei                         | 294 435 |
| 3     | Malaisie         | 1      | Lee Chong Wei       | 16    | Chong Wei Feng           | 37    | Daren Liew              | 7      | Hoon Thien How Tan Wee Kiong               | 8     | Koo Kien Keat Tan Boon Heong               | 287 603 |
| 4     | Japon            | 5      | Kenichi Tago        | 15    | Kento Momota             | 17    | Takuma Ueda             | 2      | Hiroyuki Endo Kenichi Hayakawa             | 14    | Takeshi Kamura Keigo Sonoda                | 274 835 |
| 5     | Danemark         | 4      | Jan Ø. Jørgensen    | 21    | Hans-Kristian Vittinghus | 26    | Viktor Axelsen          | 4      | Mathias Boe Carsten Mogensen               | 22    | Mads Conrad-Petersen Mads Pieler Kolding   | 255 786 |
| 6     | Corée du Sud     | 11     | Son Wan-ho          | 43    | Lee Dong-keun            | 103   | Hwang Jong-soo          | 3      | Ko Sung-hyun Lee Yong-dae                  | 5     | Kim Ki-jung Kim Sa-rang                    | 236 251 |
| 7     | Thaïlande        | 6      | Boonsak Ponsana     | 13    | Tanongsak Saensomboonsuk | 60    | Suppanyu Avihingsanon   | 13     | Sudket Prapakamol Saralee Thungthongkam    | 36    | Wannawat Ampunsuwan Patipat Chalardchaleam | 211 596 |
| 8     | Taipei chinois   | 23     | Chou Tien-Chen      | 27    | Hsu Jen-Hao              | 67    | Wang Tzu-Wei            | 10     | Lee Sheng-Mu Tsai Chia-Hsin                | 23    | Liang Jui-Wei Liao Kuan-Hao                | 190 712 |
| 9     | Inde             | 18     | Kashyap Parupalli   | 20    | K. Srikanth              | 25    | Ajay Jayaram            | 34     | Pranav Chopra Akshay Dewalkar              | 45    | Manu Attri B. Sumeeth Reddy                | 177 095 |
| 10    | Hong Kong        | 12     | Hu Yun              | 33    | Wong Wing Ki             | 41    | Wei Nan                 | 37     | Chan Yun Lung Lee Chun Hei                 | 77    | Lo Lok Kei Chan Tsz Kit                    | 159 085 |
| 11    | Allemagne        | 10     | Marc Zwiebler       | 64    | Dieter Domke             | 85    | Lukas Schmidt           | 32     | Michael Fuchs Johannes Schöttler           | 35    | Peter Käsbauer Josche Zurwonne             | 152 627 |
| 12    | Angleterre       | 22     | Rajiv Ouseph        | 122   | Toby Penty               | 207   | Rhys Walker             | 11     | Chris Adcock Andrew Ellis                  | 24    | Chris Langridge Peter Mills                | 150 236 |
| 13    | Russie           | 45     | Vladimir Ivanov     | 54    | Vladimir Malkov          | 130   | Anton Ivanov            | 17     | Vladimir Ivanov Ivan Sozonov               | 50    | Nikita Khakimov Vasily Kuznetsov           | 136 862 |
| 14    | France           | 38     | Brice Leverdez      | 70    | Lucas Corvée             | 71    | Thomas Rouxel           | 39     | Baptiste Carême Ronan Labar                | 52    | Lucas Corvée Brice Leverdez                | 127 319 |
|       |                  |        |                     |       |                          |       |                         |        |                                            |       |                                            |         |
| 15    | Pays-Bas         | 31     | Eric Pang           | 116   | Erik Meijs               | 129   | Nick Fransman           | 27     | Ruud Bosch Koen Ridder                     | 38    | Jacco Arends Jelle Maas                    | 126 308 |
| 16    | Pologne          | 102    | Michał Rogalski     | 208   | Adrian Dziółko           | 382   | Mateusz Dubowski        | 20     | Adam Cwalina Przemysław Wacha              | 26    | Łukasz Moreń Wojciech Szkudlarczyk         | 100 500 |
| 17    | États-Unis       | 57     | Sattawat Pongnairat | 73    | Howard Shu               | 93    | Bjorn Seguin            | 56     | Sattawat Pongnairat Phillip Chew           | 135   | Mathew Fogarty Bjorn Seguin                | 96 566  |
| 18    | Suède            | 42     | Henri Hurskainen    | 90    | Mathias Borg             | 101   | Gabriel Ulldahl         | 104    | Magnus Sahlberg Mattias Wigardt            | 138   | Patrik Lundqvist Jonathan Nordh            | 86 367  |
| 19    | Singapour        | 46     | Derek Wong Zi Liang | 74    | Ashton Chen Yong Zhao    | 126   | Robin Gonansa           | 86     | Terry Hee Terry Yeo Zhao Jiang             | 167   | Robin Gonansa Ashton Chen Yong Zhao        | 83 226  |
| 20    | Viêt Nam         | 8      | Nguyễn Tiến Minh    | 255   | Phạm Cao Cường           | 302   | Nguyễn Hoàng Nam        | 105    | Dương Bảo Đức Nguyễn Hoàng Nam             | 331   | Đỗ Tuấn Đức Phạm Cao Cường                 | 81 500  |
| 21    | Ukraine          | 47     | Dmytro Zavadsky     | 113   | Valeriy Atrashchenkov    | 179   | Kyrylo Leonov           | 107    | Valeriy Atrashchenkov Gennadiy Natarov     | 147   | Sergiy Garist Kyrylo Leonov                | 72 749  |
| 22    | Tchéquie         | 78     | Petr Koukal         | 88    | Jan Fröhlich             | 175   | Pavel Florián           | 99     | Zdenek Svata Jan Fröhlich                  | 109   | Pavel Florián Ondřej Kopřiva               | 70 886  |
| 23    | Australie        | 234    | Nathan Tang         | 251   | Luke Chong               | 256   | Ashwant Gobinathan      | 44     | Raymond Tam Glenn Warfe                    | 48    | Robin Middleton Ross Smith                 | 68 433  |
| 24    | Finlande         | 39     | Ville Lång          | 75    | Eetu Heino               | 166   | Kasper Lehikoinen       | 314    | Henri Aarnio Joonas Korhonen               | 540   | Mika Koskenneva Jesper von Hertzen         | 67 855  |
| 25    | Canada           | 185    | Sergiy Shatenko     | 237   | Andrew D'Souza           | 276   | Timothy Chiu            | 51     | Adrian Liu Derrick Ng                      | 71    | Kevin Li Nyl Yakura                        | 60 443  |
| 26    | Nouvelle-Zélande | 96     | Joe Wu              | 136   | Michael Fowke            | 315   | Maika Phillips          | 57     | Kevin Dennerly-Minturn Oliver Leydon-Davis | 384   | Brock Matheson Asher Richardson            | 58 093  |
|       |                  |        |                     |       |                          |       |                         |        |                                            |       |                                            |         |
|       | Nigeria          | 183    | Jinkan Ifraimu      | 184   | Joseph Abah Eneojo       | 266   | Victor Makanju          | 123    | Joseph Abah Eneojo Victor Makanju          | 176   | Ola Fagbemi Jinkan Ifraimu                 | 39 314  |

### Pays qualifiés
| Place | Pays             | Points  | Qualifié | Tête de série | Commentaire     |
| ----- | ---------------- | ------- | -------- | ------------- | --------------- |
| 1     | Indonésie        | 294 796 |          | 1             |                 |
| 2     | Chine            | 294 435 |          | 2             | Tenant du titre |
| 3     | Malaisie         | 287 603 |          | 3/4           |                 |
| 4     | Japon            | 274 835 |          | 3/4           |                 |
| 5     | Danemark         | 255 786 |          | 5/8           |                 |
| 6     | Corée du Sud     | 236 251 |          | 5/8           |                 |
| 7     | Thaïlande        | 211 596 |          | 5/8           |                 |
| 8     | Taipei chinois   | 190 712 |          | 5/8           |                 |
| 9     | Inde             | 177 095 |          | 9/16          | Pays hôte       |
| 10    | Hong Kong        | 159 085 |          | 9/16          |                 |
| 11    | Allemagne        | 152 627 |          | 9/16          |                 |
| 12    | Angleterre       | 150 236 |          | 9/16          |                 |
| 13    | Russie           | 136 862 |          | 9/16          |                 |
| 14    | France           | 127 319 |          | 9/16          |                 |
| 15    | Pays-Bas         | 126 308 |          |               | Non retenu      |
| 16    | Pologne          | 100 500 |          |               | Non retenu      |
| 17    | États-Unis       | 96 566  |          |               | Non retenu      |
| 18    | Suède            | 86 367  |          |               | Non retenu      |
| 19    | Singapour        | 83 226  |          | 9/16          | Remplaçant      |
| 20    | Viêt Nam         | 81 500  |          |               |                 |
| 21    | Ukraine          | 72 749  |          |               |                 |
| 22    | Tchéquie         | 70 886  |          |               |                 |
| 23    | Australie        | 68 433  |          |               |                 |
| 24    | Finlande         | 67 855  |          |               |                 |
| 25    | Canada           | 60 443  |          |               |                 |
| 26    | Nouvelle-Zélande | 58 093  |          |               |                 |
|       | Nigeria          | 39 314  |          | 9/16          | Afrique         |

Nota : selon les critères de sélection, les États-Unis auraient dû être retenus en lieu et place du Nigeria.

## Localisation de la compétition
Les épreuves se déroulent au Siri Fort Sports Complex (en) à New Delhi en Inde.

## Format de la compétition
Les 16 nations participantes sont placées dans 4 poules de 4 équipes. Les 4 équipes s'affrontent sur 3 jours et les 2 premiers de chaque poule sont qualifiés pour les quarts de finale, stade à partir duquel les matches deviennent à élimination directe.
Chaque rencontre se joue en 5 matches : 3 simples et 2 doubles qui peuvent être joués dans n'importe quel ordre (accord entre les équipes).

## Phase préliminaire
| Qualifié pour les quarts de finale |

### Groupe A
Les matches ont lieu les 19, 20 et 21 mai.
| Équipe          | Points | J | G | P | M    | S     | P       |
| --------------- | ------ | - | - | - | ---- | ----- | ------- |
| Indonésie (1)   | 6      | 3 | 3 | 0 | 14-1 | 29-3  | 658-438 |
| Thaïlande (5/8) | 4      | 3 | 2 | 1 | 10-5 | 20-12 | 612-510 |
| Singapour       | 2      | 3 | 1 | 2 | 6-9  | 13-18 | 533-553 |
| Nigeria         | 0      | 3 | 0 | 3 | 0-15 | 1-30  | 345-647 |

### Groupe B
Les matches ont lieu les 18, 20 et 21 mai.
| Équipe         | Points | J | G | P | M    | S     | P       |
| -------------- | ------ | - | - | - | ---- | ----- | ------- |
| Japon (3/4)    | 6      | 3 | 3 | 0 | 12-3 | 25-10 | 663-555 |
| Danemark (5/8) | 4      | 3 | 2 | 1 | 11-4 | 22-11 | 634-569 |
| Hong Kong      | 2      | 3 | 1 | 2 | 4-11 | 13-22 | 596-649 |
| Angleterre     | 0      | 3 | 0 | 3 | 3-12 | 8-25  | 520-640 |

### Groupe C
Les matches ont lieu les 18, 19 et 21 mai.
| Équipe             | Points | J | G | P | M    | S     | P       |
| ------------------ | ------ | - | - | - | ---- | ----- | ------- |
| Malaisie (3/4)     | 6      | 3 | 3 | 0 | 11-4 | 23-12 | 687-608 |
| Corée du Sud (5/8) | 4      | 3 | 2 | 1 | 8-7  | 17-16 | 619-621 |
| Inde               | 0      | 3 | 1 | 2 | 6-9  | 15-22 | 644-709 |
| Allemagne          | 0      | 3 | 0 | 3 | 5-10 | 16-21 | 675-687 |

### Groupe D
Les matches ont lieu les 18, 19 et 20 mai.
| Équipe               | Points | J | G | P | M    | S     | P       |
| -------------------- | ------ | - | - | - | ---- | ----- | ------- |
| Chine (2)            | 6      | 3 | 3 | 0 | 15-0 | 30-3  | 682-463 |
| France               | 4      | 3 | 2 | 1 | 6-9  | 14-22 | 575-687 |
| Taipei chinois (5/8) | 2      | 3 | 1 | 2 | 6-9  | 17-20 | 680-678 |
| Russie               | 0      | 3 | 0 | 3 | 3-12 | 9-25  | 542-651 |

## Phase finale

### Tableau final
|  | Quarts de finale   | Quarts de finale   | Quarts de finale | Quarts de finale |          |          | Demi-finales | Demi-finales | Demi-finales | Demi-finales |  |  | Finale | Finale | Finale | Finale |
|  |                    |                    |                  |                  |          |          |              |              |              |              |  |  |        |        |        |        |
|  | 22 mai             | 22 mai             | 22 mai           | 22 mai           |          |          | 23 mai       | 23 mai       | 23 mai       | 23 mai       |  |  | 25 mai | 25 mai | 25 mai | 25 mai |
|  | 22 mai             | 22 mai             | 22 mai           | 22 mai           |          |          | 23 mai       | 23 mai       | 23 mai       | 23 mai       |  |  | 25 mai | 25 mai | 25 mai | 25 mai |
|  | Chine (2)          | Chine (2)          | 3                | 3                |          |          | 23 mai       | 23 mai       | 23 mai       | 23 mai       |  |  | 25 mai | 25 mai | 25 mai | 25 mai |
|  | Chine (2)          | Chine (2)          | 3                | 3                |          |          | 23 mai       | 23 mai       | 23 mai       | 23 mai       |  |  | 25 mai | 25 mai | 25 mai | 25 mai |
|  | Thaïlande (5/8)    | Thaïlande (5/8)    | 0                | 0                |          |          | 23 mai       | 23 mai       | 23 mai       | 23 mai       |  |  | 25 mai | 25 mai | 25 mai | 25 mai |
|  | Thaïlande (5/8)    | Thaïlande (5/8)    | 0                | 0                | Chine    | Chine    | 0            | 0            |              |              |  |  | 25 mai | 25 mai | 25 mai | 25 mai |
|  | 22 mai             |                    |                  |                  | Chine    | Chine    | 0            | 0            |              |              |  |  | 25 mai | 25 mai | 25 mai | 25 mai |
|  |                    |                    | Japon            | Japon            | 3        | 3        |              |              |              |              |  |  | 25 mai | 25 mai | 25 mai | 25 mai |
|  | Japon (3/4)        | Japon (3/4)        | Japon            | Japon            | 3        | 3        | 3            | 3            |              |              |  |  | 25 mai | 25 mai | 25 mai | 25 mai |
|  | Japon (3/4)        | Japon (3/4)        | 23 mai           |                  |          |          | 3            | 3            |              |              |  |  | 25 mai | 25 mai | 25 mai | 25 mai |
|  | France             | France             | 1                | 1                |          |          |              |              |              |              |  |  | 25 mai | 25 mai | 25 mai | 25 mai |
|  | France             | France             | 1                | 1                | Japon    | Japon    | 3            | 3            |              |              |  |  |        |        |        |        |
|  | 22 mai             |                    |                  |                  | Japon    | Japon    | 3            | 3            |              |              |  |  |        |        |        |        |
|  |                    |                    | Malaisie         | Malaisie         | 2        | 2        |              |              |              |              |  |  |        |        |        |        |
|  | Danemark (5/8)     | Danemark (5/8)     | Malaisie         | Malaisie         | 2        | 2        | 1            | 1            |              |              |  |  |        |        |        |        |
|  | Danemark (5/8)     | Danemark (5/8)     |                  |                  |          |          |              |              |              |              |  |  |        |        |        |        |
|  | Malaisie (3/4)     | Malaisie (3/4)     | 3                | 3                |          |          |              |              |              |              |  |  |        |        |        |        |
|  | Malaisie (3/4)     | Malaisie (3/4)     | 3                | 3                | Malaisie | Malaisie | 3            | 3            |              |              |  |  |        |        |        |        |
|  | 22 mai             |                    |                  |                  | Malaisie | Malaisie | 3            | 3            |              |              |  |  |        |        |        |        |
|  |                    |                    | Indonésie        | Indonésie        | 0        | 0        |              |              |              |              |  |  |        |        |        |        |
|  | Corée du Sud (5/8) | Corée du Sud (5/8) | Indonésie        | Indonésie        | 0        | 0        | 2            | 2            |              |              |  |  |        |        |        |        |
|  | Corée du Sud (5/8) | Corée du Sud (5/8) |                  |                  |          |          |              | 2            |              |              |  |  |        |        |        |        |
|  | Indonésie (1)      | Indonésie (1)      | 3                | 3                |          |          |              |              |              |              |  |  |        |        |        |        |
|  | Indonésie (1)      | Indonésie (1)      | 3                | 3                |          |          |              |              |              |              |  |  |        |        |        |        |
|  |                    |                    |                  |                  |          |          |              |              |              |              |  |  |        |        |        |        |